# Just A Little More Love (canción)
«Just a Little More Love» es una canción realizada por el DJ y productor francés David Guetta. El título de la canción, le da nombre a su álbum debut, Just a Little More Love, lanzado en 2001 como su primer sencillo. Incluye la participación del cantante estadounidense Chris Willis.
Just a Little More Love es su primer éxito comercial en Francia: este sencillo marca el comienzo de su carrera musical como productor. La canción ganó mayor notoriedad con la versión remezclada del DJ y productor español Wally López, editado en el 2003, convirtiéndose inmediatamente en un gran éxito comercial, especialmente en Europa. Esta versión se incluyó en numerosos compilados de música dance y en la banda sonora de la película Diario de un hooligan.
La versión del álbum contiene samples de “Al-Naafiysh (The Soul)” de Hashim.

## Video musical
La primera versión del videoclip está dirigida por Fabien Dufils, y en ella aparece David Guetta, actuando como barman.
Su segunda versión está basada en la versión editada de la remezcla de Wally López dirigido por Jean-Charles Carré. Muestra escenas en directo de las presentaciones de David Guetta por diversos clubs.

## Listado de canciones
| CD, maxisencillo [2001] |                                          |          |  |
| N.º                     | Título                                   | Duración |  |
| 1.                      | «Just a Little More Love» (Elektro Maxi) | 7:12     |  |
| 2.                      | «Just a Little More Love» (Elektro Edit) | 3:25     |  |
| 3.                      | «Just a Little More Love» (Remix Maxi)   | 5:37     |  |
| 4.                      | «Just a Little More Love» (Remix Edit)   | 3:17     |  |

| CD, sencillo [2001] |                                              |          |  |
| N.º                 | Título                                       | Duración |  |
| 1.                  | «Just a Little More Love» (Elektro Edit)     | 3:25     |  |
| 2.                  | «Just a Little More Love» (Vocal House Edit) | 3:00     |  |

| Sencillo en CD [2003] |                                                               |          |  |
| N.º                   | Título                                                        | Duración |  |
| 1.                    | «Just a Little More Love» (Wally López Remix)                 | 8:50     |  |
| 2.                    | «Just a Little More Love» (Elektro Edit)                      | 3:20     |  |
| 3.                    | «Just a Little More Love» (Problem Kid Fat Bottom Funk Remix) | 7:16     |  |

| Vinilo en 12" [2003] |                                                            |          |  |
| N.º                  | Título                                                     | Duración |  |
| 1.                   | «Just a Little More Love» (Wally López Remix)              | 8:51     |  |
| 2.                   | «Just a Little More Love» (Wally López Remix Instrumental) | 7:18     |  |
| 3.                   | «Just a Little More Love» (Elektro Edit)                   | 3:20     |  |

## Posicionamiento en listas
| Lista (2001–2003)                           | Mejor posición |
| ------------------------------------------- | -------------- |
| Bélgica (Flandes) (Ultratop 50)             | 29             |
| Bélgica (Valonia) (Ultratip Bubbling Under) | 2              |
| Escocia (Scottish Singles Sales Chart)      | 24             |
| España (Top 100 Canciones)                  | 17             |
| Estados Unidos (Hot Dance Club Songs)       | 15             |
| Francia (SNEP)                              | 29             |
| Países Bajos (Dutch Top 40)                 | 38             |
| Reino Unido (UK Singles Chart)              | 19             |
| Reino Unido (UK Dance Chart)                | 1              |
| Rumania (Romanian Top 100)                  | 33             |
| Suiza (Schweizer Hitparade)                 | 59             |